# NGC 4149
NGC 4149 es una galaxia espiral (S?) localizada en la dirección de la constelación de Osa Mayor. Posee una declinación de +58° 18' 14" y una ascensión recta de 12 horas, 10 minutos y 32,8 segundos.
La galaxia NGC 4149 fue descubierta el 17 de abril de 1789 por William Herschel.